# 春宮坊

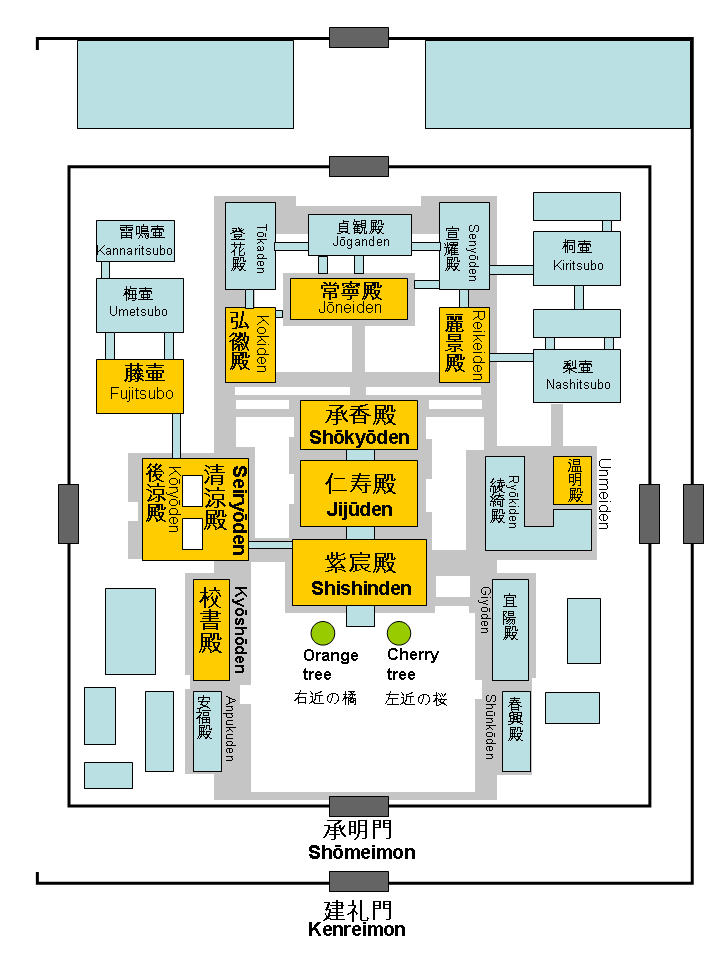
平安京內裏圖，「梨壺」即東宮御所「朝陽舍」

春宮坊，唐名為詹事府、春坊，为日本律令制中的半獨立機構，負責皇太子有關的一系列東宮事務的宮廳，主官為相當從四位下的春宮大夫（唐名：詹事、太子少卿等）。須注意的是，該坊與東宮傅和東宮學士之間並無上下級的管理關係。且雖說其本為獨立於太政官體系以外的官署，但實際上該部門仍在太政官的領導範圍以內。
春宮坊在最初於奈良時代中期，孝謙天皇天平寶字元年（757年）頒布的《養老律令》規定裡，下轄有3監6署，共9個直屬的部門。後來到了平城天皇的時候，他先將「主書署」和「主兵署」這兩個署合併進入「主藏監」部門裡，再將「主漿署」這個署併入「主膳監」部門裡，如此便形成了春宮坊理論上擁有3監3署的格局。但隨著時代的推移，實際上有常態任官的為主膳監、主殿署、主馬署這1監2署的部門。
《養老律令·東宮職員令·春宮坊條》：「管監三署六」

## 構成

### 長官
『大夫』（從四位下）
《養老令·東宮職員令》：「大夫一人。掌吐納啟令宮人名帳、考敘、宿直事。」
春宮大夫為春宮坊四等官中的長官，該官職的定員為1名。其職責是為管理東宮內的一切事務，如太子命令的處理，東宮內各級宮人們的選拔、分配和考察評價、名簿等，還負責管理東宮內的夜間值班的調配和分組，並且在太子側近替其處理各項事務。唐名稱為「詹事」、「宮尹」、「太子少卿」。

### 次官
『亮』（從五位下）
春宮亮為春宮坊四等官中的次官，該官職的定員為1名。唐名稱為「詹事小正」、「太子冼馬」。

### 判官
『大進』（從六位上）
春宮大進為春宮坊四等官中的上級判官，該官職的定員為1名。唐名稱為「太子詹事」、「詹事丞」。
『少進』（從六位下）
春宮少進為春宮坊四等官中的下級判官，該官職的定員為2名。唐名稱為「太子詹事」、「詹事丞」。

### 主典
『大屬』（正八位下）
春宮大屬為春宮坊四等官中的上級主典，該官職的定員為1名。唐名稱為「太子錄事」、「詹事錄事」。
『少屬』（從八位上）
春宮少屬為春宮坊四等官中的下級主典，該官職的定員為2名。唐名稱為「太子錄事」、「詹事錄事」。

### 職員
『史生』
負責公文書寫、文案整理的下級書記官。該官職的定員為4名。平安時代（延喜式）新設。
『坊掌』
該官職的定員為2名。平安時代（弘仁6年）新設。
『使部』
負責接受官員驅使去做各項雜務的職員。該官職的定員為30名。平安時代（弘仁6年）新設。正六位－從八位官員的成年滿21歲且未在朝廷任職的嫡子（日本律令五位以上為貴族），這些還沒當官的中下級官員嫡子，朝廷會根據其能力區分為上中下三等，上等便會被分配來大舍人寮擔任天皇近侍之一的「大舍人」，次之的中等則會被分配到兵衛府擔任天皇侍衛的「兵衛」，再次之的下等則會被分配到各役所擔任受驅使各項雜務的下級職員「使部」。
『直丁』
負責接受官員驅使去做各項雜務的職員。該官職的定員為30名。

## 下轄部門

### 三監
三監的長官為相當從六位上的「正」，如主膳監的長官即為「主膳正」。
- 主膳監（しゅぜんげん）：定員為90人，負責管理東宮內的各項飲食相關事務的部門，監長官「主膳正」同時也負責為太子嘗毒的重任。[4]
- 主藏監（しゅぞうげん）：定員為32人，負責管理東宮內的各項諸如珍寶、衣裝、錦綾、食物、嗜好品等珍稀藏品。[4]
- 舍人監（とねりげん）:定員為614人，負責管理東宮內的東宮舍人們有關的禮儀、分組、名帳等，東宮舍人即皇太子身邊的侍從人員。[4]

### 六署
六署（後為三署）的長官為相當從六位下的「首」，如主殿署的長官即為「主殿首」。
- 主殿署（しゅでんしょ）：定員為39人，負責管理東宮內有關於沐浴湯池、燈燭、打掃、鋪設等宮殿事務。[5]
- 主馬署（しゅめしょ）：定員為23人，負責管理東宮內有關於馬匹、鞍具等事務的維護。[5]
- 主工署（しゅこうしょ）：定員為75人，負責東宮內的土木工作，以及管理銅鐵、雜作物等東西的事務。[5]
- 主書署（しゅしょしょ）：在平城天皇時代（806年－809年）時和主兵署一同被併入主藏監，成為其下轄官署。定員為9人，負責管理東宮內有關藏書、筆硯、藥品之類事務。[5]
- 主兵署（しゅへいしょ）：同上面主書署一同被併入主藏監，成為其下轄官署。定員為9人，負責管理東宮內有關兵器、儀仗之類事務。[5]
- 主漿署（しゅしょうしょ）：也是在平城時代被併入主膳監裡，成為其下轄官署。定員為25人，負責東宮內有關粥類、漿水飲品、甜品點心等事務。[5]

## 相關職位
- 東宮傅：定員1名，官位相當於從四位上，主要由官員中的大納言兼任。職責是輔導皇太子的道德教導與教育。
- 東宮學士：定員2名，官位相當於從五位下，多由朝廷儒學家兼任，職責為伴讀太子，學習儒學經典等。